# Мельников, Игорь Глебович
Игорь Глебович Мельников (14 апреля 1961, Уфа, СССР — 13 января 2011, Тольятти, Россия) — советский и российский поэт.

## Биография
Родился в Уфе вместе со своим братом-близнецом Олегом в семье инженера Глеба Николаевича Мельникова и воспитателя детского сада Маргариты Алексеевны. В 1968 году семья Мельниковых переехала в Тольятти. С рождения Игорь оказался болен детским церебральным параличом средней  тяжести. Родители приучили Игоря к постоянным физическим упражнениям — каждый его 
день начинался с физзарядки, потом душ с обливанием холодной водой.
С раннего детства Игорь начал сочинять стихи. В старших классах школы стал посещать занятия тольяттинского литературного объединения «Лира». 
Первые публикации появились в местных газетах в начале 1980-х.
Работал в технической библиотеке ВАЗа. Активно участвовал в деятельности Тольяттинской писательской организации. В 1996 году принимал участие в I Всероссийском совещании молодых писателей (Ярославль). Состоял в Союзе российских писателей. Публиковался во всероссийском еженедельнике «Литературная Россия», в «Новом журнале» (The New Review, NY), в журнале «Город» и во многих других.
Умер 13 января 2011 года на 50-м году жизни в Тольятти. Тело Игоря Мельникова было кремировано, прах был развеян над Волгой. 
При жизни были выпущены книги — «Лица огней» (1996), «Звездолет для одуванчиков»
(2002). 
В 2011 году вышла книга «Забытый секрет мирозданья». В 2012 году выпущена книга «Над Землёй голубая звезда». В 2017 году выпущена книга «По зелёному снегу». В 2018 году выпущена книга «Аллеи небесного сада».

## Оценка творчества
Поэзия Игоря Мельникова, в целом не выходящая за рамки классического стихосложения, между тем совершенно уникальна, абсолютно самобытна и бесконечно прекрасна по звучанию, соразмерна и совершенна по форме. Лады её сплошь построены на консонансах, на благозвучии и утончённой интонационной гармонии. Воистину «музыка сфер»! Да и самому Игорю более всего были близки поэты, пишущие в жанре русской классической лирической поэзии. Он был уверен, что данное литературное направление вовсе не исчерпало себя, что здесь ещё возможно сказать своё слово, способное тронуть сердце современного читателя. Отточенный, афористичный, самобытный, по-хорошему скупой поэтический язык, авторская метафора как неизменный художественный приём, богатейший лексикон и словарный запас, сложная и удивительная судьба, исключительный духовный мир и невероятная личная стойкость поэта делают стихи Игоря Мельникова настоящим явлением в современной литературе — безо всяких скидок! — Валерия Салтанова, поэт, член Союза писателей России.
Для поэзии Игоря Мельникова характерны живые языковые процессы (самоорганизация) — это, прежде всего, субстантивация, как семантико-грамматический и когнитивный сдвиг. Отмечается (хоть и незначительная) интертекстуальность. Она органична, ведь окружающий нас интертекст — это естественное продолжение вечного мира. Поэт не слишком экспериментирует в стихах — да это и не нужно. Его живая поэзия жива тем, прежде всего, что сложные движения Души передаёт простыми, казалось бы, приёмами. Стихи Игоря Мельникова можно назвать поэзией жизни. Слиты в единое целое Природа и Город: «Ни прошлого, ни будущего нет. // Есть только яблонь мимолётный свет. // Они цветут в весенней синеве, // Не помня об асфальте и траве». И в этой поэзии жизни нет места низким словам. — Галия Дуфаровна Ахметова, доктор филологических наук.